# 赤羽橋站
赤羽橋站（日语：／ Akabanebashi eki */?）是位於日本東京都港區東麻布一丁目，屬於東京都交通局（都營地下鐵）大江戶線的鐵路車站。車站編號是E 21。2000年（平成12年）12月12日，都營地下鐵大江戶線（國立競技場－清澄白河－都廳前）全線開業時開業。

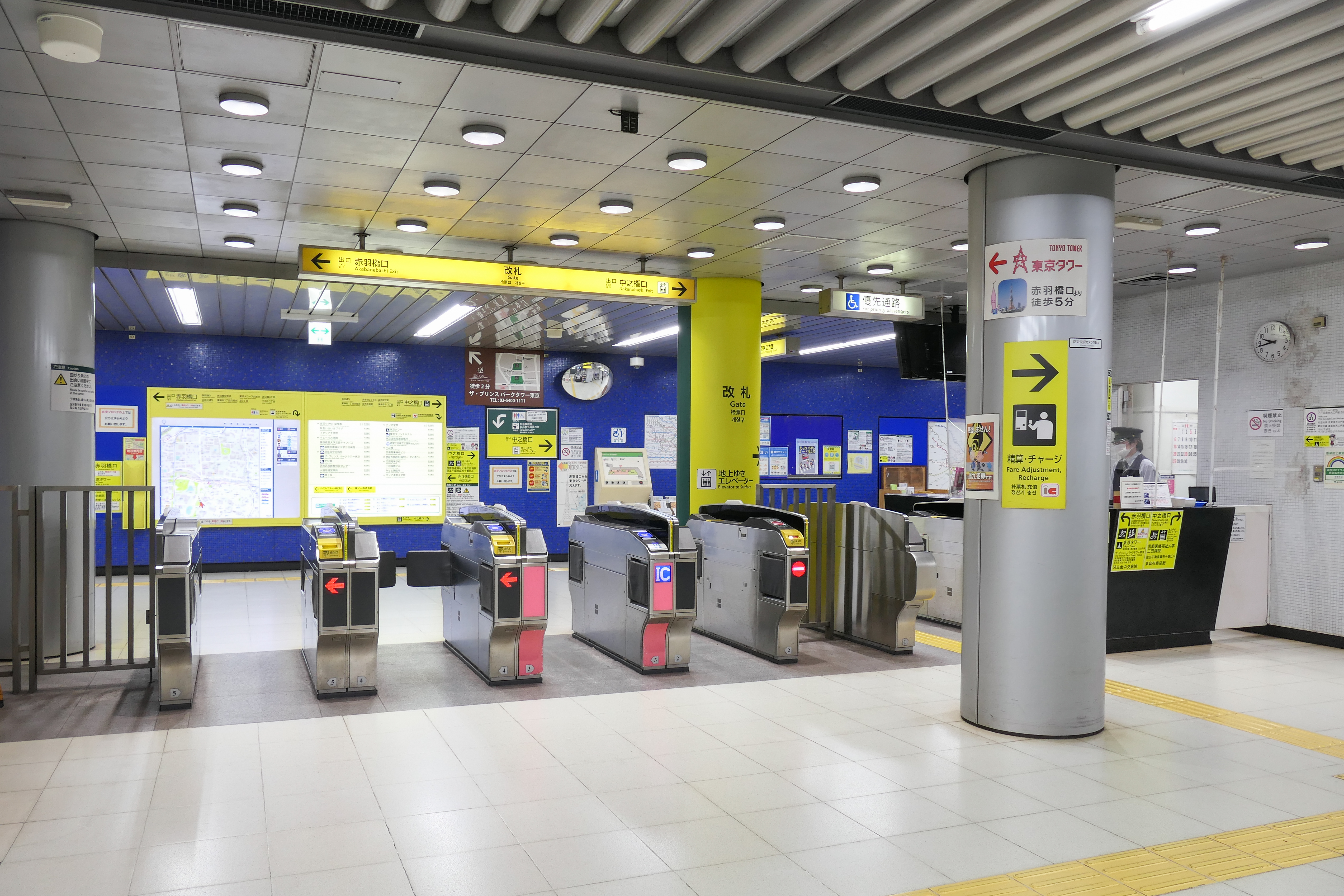
閘口（2022年11月）

## 歷史
- 2000年（平成12年）12月12日：本站開業。

## 車站構造

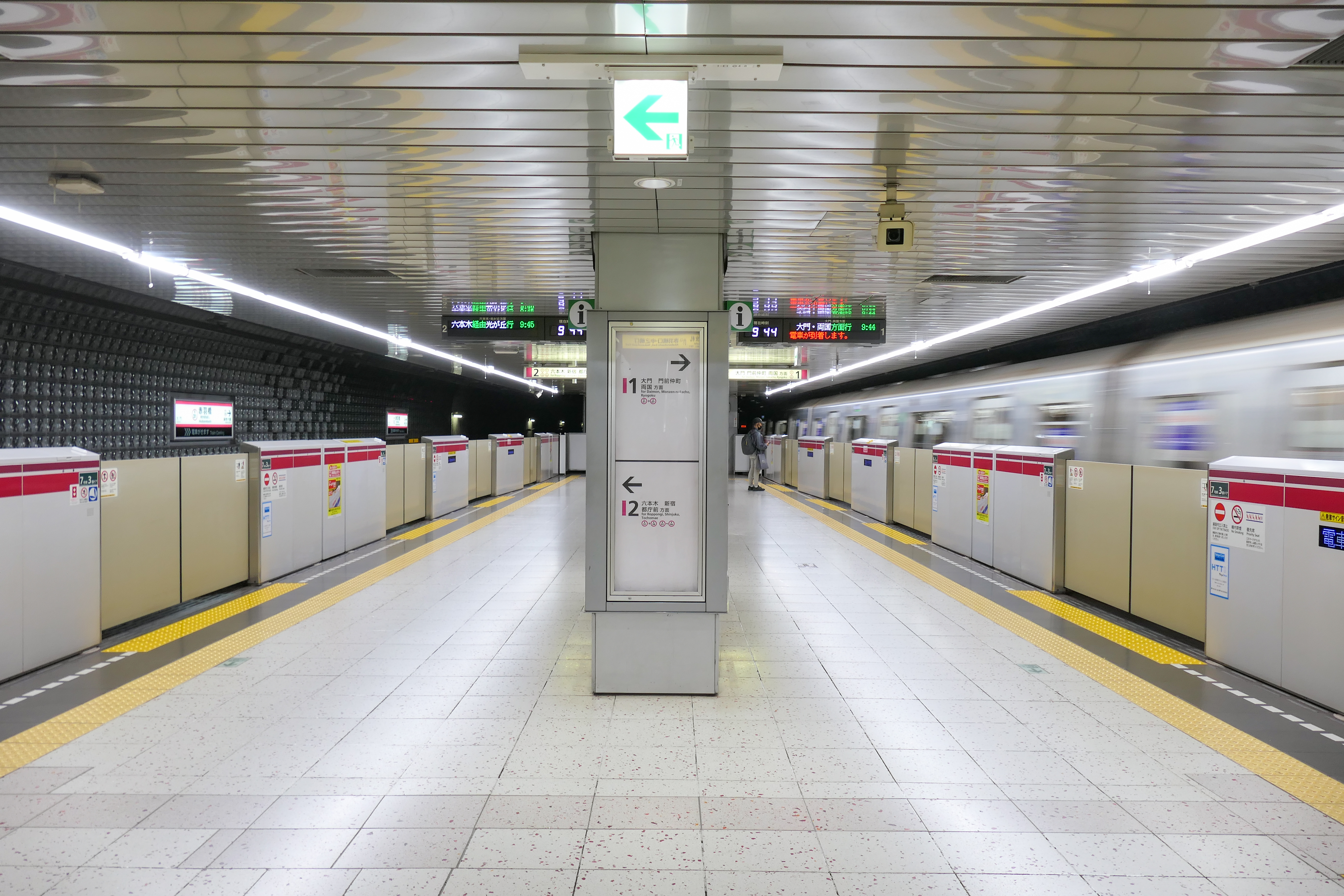
1號與2號月台（2022年11月）

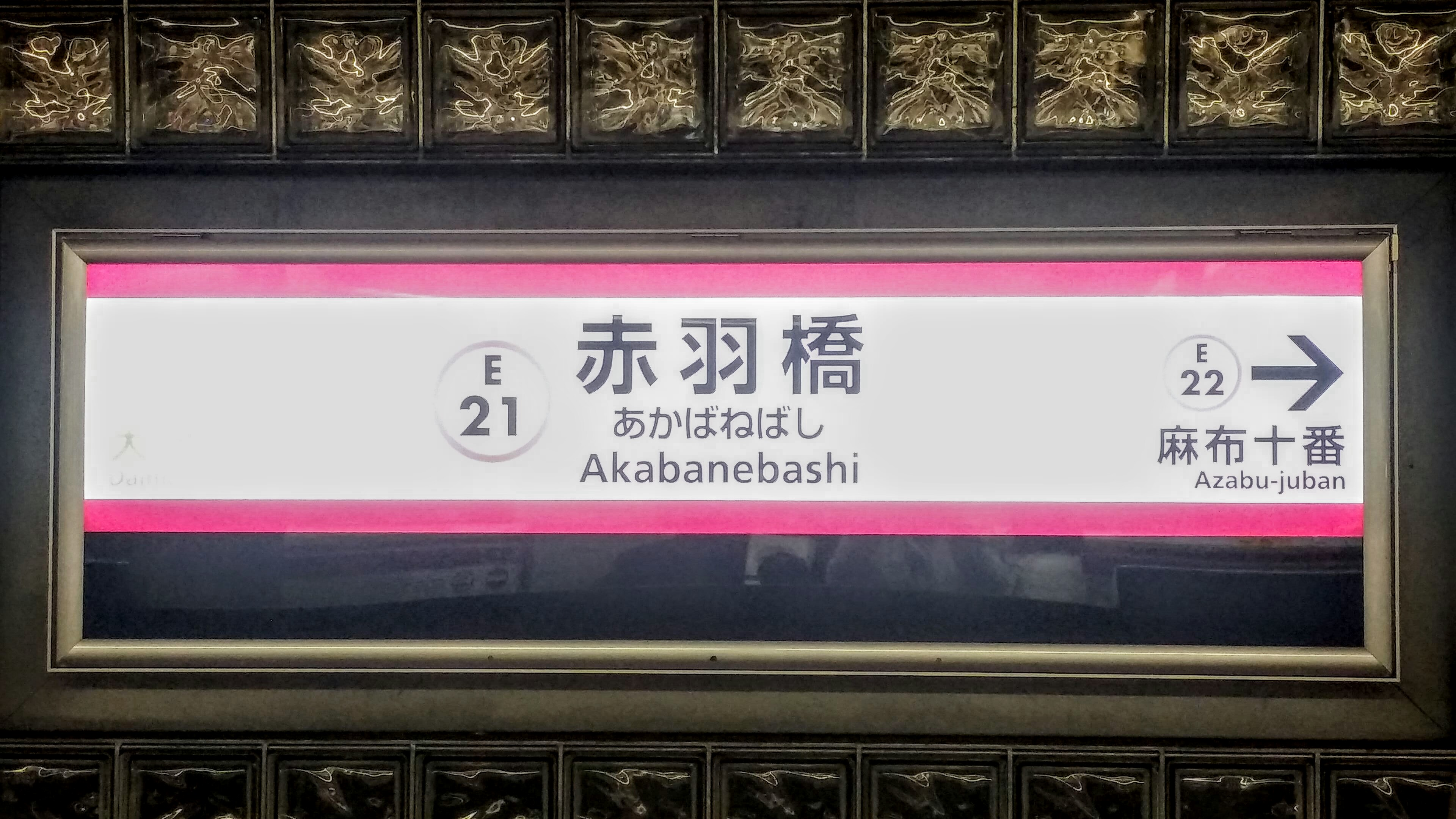
月台站牌

本站是一地下車站，剪票口及大堂位於地下一樓，月台位於地下二樓。
本站其中一個特色是以玻璃磚堆砌月台側壁。這些玻璃磚是義大利著名廠商Vetroarredo的產品。
本站近麻布十番一邊設有折返線，緊急時列車會使用該線經本站折返。但由於大江戶線不設經本站折返的班次，故平日不會使用。

### 月台配置
| 月台 | 路線     | 目的地                   |
| ---- | -------- | ------------------------ |
| 1    | 大江戶線 | 大門、門前仲町、兩國方向 |
| 2    | 大江戶線 | 六本木、新宿、都廳前方向 |

（來源：都營地下鐵:車站構內圖 （页面存档备份，存于））

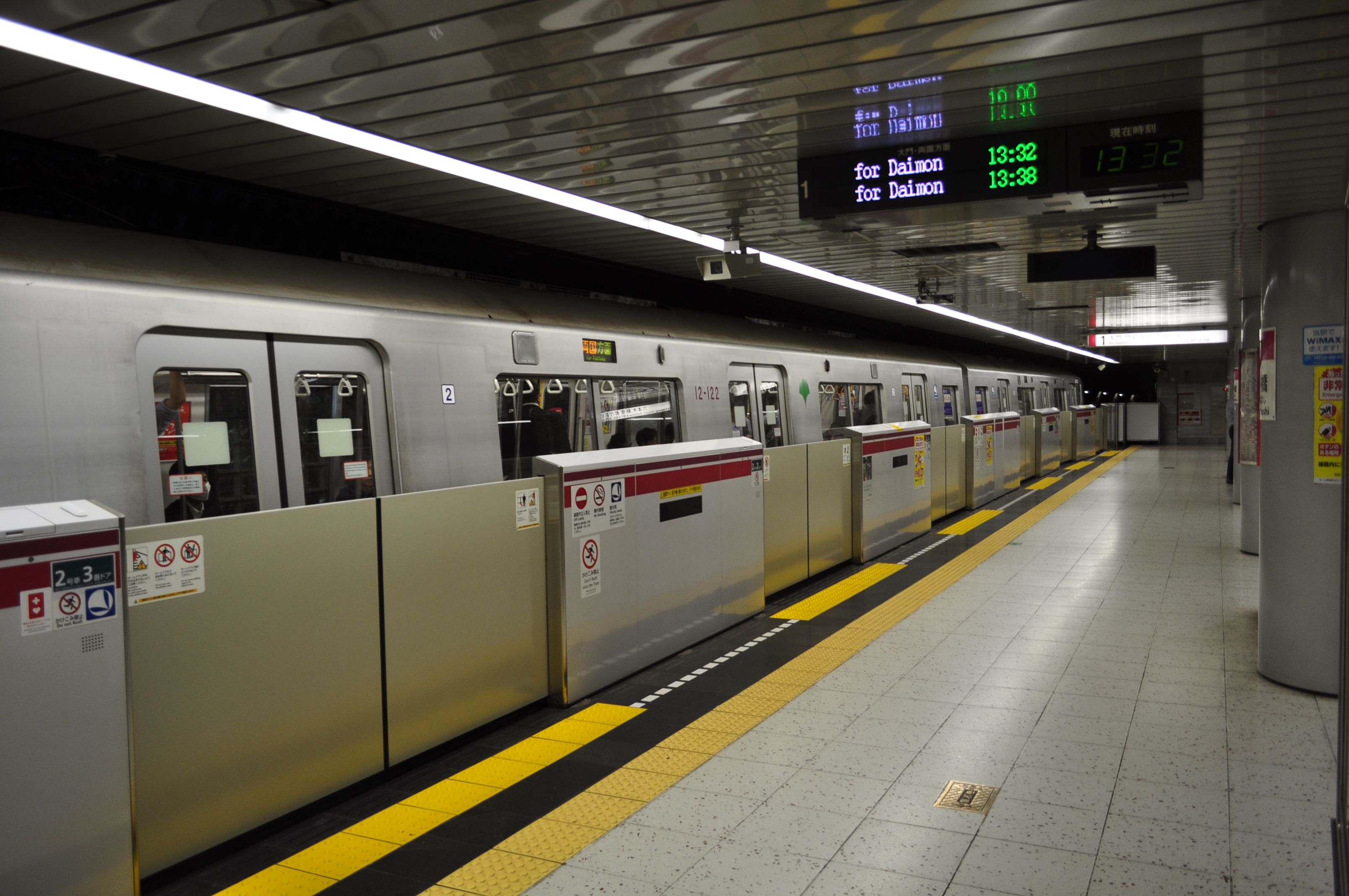
往汐留方向月台（2018年5月24日攝）

### 站內設備
- 剪票口在地下1樓，月台在地下2樓（實際上相當於地下3、4樓）。
- 廁所在地下1樓。
- 地下1樓與地下2樓之間設有電梯與電扶梯。

## 利用狀況
2017年度1日平均上下車人次為40,429人（上車人次20,392人、下車人次20,037人）。
開業以來1日平均上下車、上車人次如下表。
| 年度               | 1日平均 上下車人次 | 1日平均 上車人次 | 來源     |
| ------------------ | ------------------ | ---------------- | -------- |
| 2000年（平成12年） | 15,444             | 7,588            | [ * 1 ]  |
| 2001年（平成13年） | 21,402             | 10,551           | [ * 2 ]  |
| 2002年（平成14年） | 24,983             | 12,302           | [ * 3 ]  |
| 2003年（平成15年） | 26,637             | 12,918           | [ * 4 ]  |
| 2004年（平成16年） | 27,168             | 13,321           | [ * 5 ]  |
| 2005年（平成17年） | 29,754             | 14,814           | [ * 6 ]  |
| 2006年（平成18年） | 31,899             | 16,101           | [ * 7 ]  |
| 2007年（平成19年） | 35,069             | 17,801           | [ * 8 ]  |
| 2008年（平成20年） | 36,418             | 18,533           | [ * 9 ]  |
| 2009年（平成21年） | 35,766             | 18,180           | [ * 10 ] |
| 2010年（平成22年） | 34,383             | 17,479           | [ * 11 ] |
| 2011年（平成23年） | 33,379             | 16,890           | [ * 12 ] |
| 2012年（平成24年） | 34,232             | 17,229           | [ * 13 ] |
| 2013年（平成25年） | 35,293             | 17,726           | [ * 14 ] |
| 2014年（平成26年） | 36,187             | 18,167           | [ * 15 ] |
| 2015年（平成27年） | 37,449             | 18,900           | [ * 16 ] |
| 2016年（平成28年） | 38,424             | 19,405           | [ * 17 ] |
| 2017年（平成29年） | 40,429             | 20,392           |          |

## 車站周邊

### 赤羽橋口
該出口可至站名由來的「赤羽橋」（古川上的櫻田通（國道1號）橋梁）。出入口上方有首都高速都心環狀線 (C1)，該線在附近設有芝公園出入口。

#### 車站設備
- 上行電扶梯。

#### 周邊設施
- 東京都濟生會中央醫院（日语：東京都済生会中央病院）
- 三田國際大廈（日语：三田国際ビル）
- 日本生命赤羽橋大廈
  - 智利駐日本大使館
  - 世界自然基金會日本總部
- 國道1號（櫻田通）
- 東京都道301號白山祝田田町線
- 東京都道319號環狀三號線（日语：東京都道319号環状三号線）
- 澀谷川（古川）
- 港區保健所
- 東京鐵塔
- 義大利駐日本大使館
- 澳洲駐日本大使館
- 古巴駐日本大使館
- 巴布亞新幾內亞駐日本大使館
- 東京王子大飯店
- The Prince Park Tower Tokyo
- 美達王（日语：メタルワン）本社
- 芝公園
- 芝中學校、高等學校（日语：芝中学校・高等学校）
- 東京都立三田高等學校（日语：東京都立三田高等学校）
- 國際醫療福祉大學三田醫院（日语：国際医療福祉大学三田病院）（原東京專賣病院）
- 東京都水道局（日语：東京都水道局）港區營業所
- 慶應義塾大學三田校區
- 都營地下鐵三田線芝公園站（徒步5－8分鐘可達，兩站不設換乘制度）

### 中之橋口

#### 車站設備
- 電梯及上行電扶梯。

#### 周邊設施
- 俄羅斯駐日本大使館
- 國際醫療福祉大學三田醫院
- 東京法務局港區分局
- 東麻布商店街
- Up-Front Group
- 日本廣播電台東京支社

### 巴士路線
最接近本站的巴士站是「赤羽橋站前」停留所。以下是停靠該停留所的巴士路線：
- 東京都交通局（都營巴士）
  - 都06：往新橋站／往澀谷站
  - 橋86：往新橋站、東京鐵塔／往目黑站
  - 反94：往五反田站
- 東急巴士
  - 東98：往東京站南口／往等等力操車所
- chiibus（日语：ちぃばす）（港區社區巴士）
  - 田町線：往田町站東口、芝浦車庫／往六本木山

中之橋口北側有「麻布東通」巴士站。
- chiibus（FUJIEXPRESS）
  - 麻布東線：經港區役所往六本木櫸坂循環

## 相鄰車站
都營地下鐵
 大江戶線
大門（E 20）－赤羽橋（E 21）－麻布十番（E 22）

### 來源
東京都統計年鑑
1. ↑  .   [2017-06-03]. （原始内容存档于2016-03-04）.
2. ↑  .   [2017-06-03]. （原始内容存档于2016-03-04）.
3. ↑  .   [2017-06-03]. （原始内容存档于2017-07-29）.
4. ↑  .   [2017-06-03]. （原始内容存档于2017-07-29）.
5. ↑  .   [2017-06-03]. （原始内容存档于2017-07-29）.
6. ↑  .   [2017-06-03]. （原始内容存档于2017-07-29）.
7. ↑  .   [2017-06-03]. （原始内容存档于2017-07-29）.
8. ↑  .   [2017-06-03]. （原始内容存档于2017-07-29）.
9. ↑  .   [2017-06-03]. （原始内容存档于2017-07-29）.
10. ↑  .   [2017-06-03]. （原始内容存档于2016-03-26）.
11. ↑  .   [2017-06-03]. （原始内容存档于2016-03-27）.
12. ↑  .   [2017-06-03]. （原始内容存档于2016-03-25）.
13. ↑  .   [2017-06-03]. （原始内容存档于2016-03-27）.
14. ↑  .   [2017-06-03]. （原始内容存档于2016-03-22）.
15. ↑  .   [2017-06-03]. （原始内容存档于2017-07-30）.
16. ↑  .   [2019-02-25]. （原始内容存档于2018-11-09）.
17. ↑  .   [2019-02-25]. （原始内容存档于2019-05-02）.

## 外部連結
- 赤羽橋 - 東京都交通局